# ÖLI-UG
Die Österreichische Lehrer/innen Initiative – Unabhängige Gewerkschafter/innen für mehr Demokratie (ÖLI-UG, auch: OELI-UG) ist eine überparteiliche Aktions- und Kooperationsbasis österreichischer Pädagogen und Pädagoginnen. Sie wurde 1983 als Alternative zu den herkömmlichen Lehrervereinen der politischen Parteien gegründet und agiert auch in Personalvertretung und Gewerkschaft. Ihre Vertreter finden sich in Zentral-, Fach- und Dienststellenausschüssen sowie in den verschiedenen Gewerkschaftsorganen. Sie sind Teil der „Unabhängigen GewerkschafterInnen“, die im Österreichischen Gewerkschaftsbund (ÖGB) und in der Gewerkschaft öffentlicher Dienst (GÖD) als Fraktion anerkannt sind. Sitz ist Pettenbach (Oberösterreich).
Vorsitzende sind Claudia Astner und Hannes Grünbichler, ihr Bundeskoordinator ist Josef Gary Fuchsbauer.